# Rosaviakosmos
Rosaviakosmos (abréviation de russe : Российское авиационно-космическое агентство ou Rossiyskoye Aviatsionno-Kosmicheskoye Aguentstvo, "Agence russe pour l'aviation et l'espace") est le nom qu'a pris l'agence spatiale russe entre juin 1999 et mars 2004. Elle était dirigée par Youri Koptev (en). Ayant rang de ministère, elle avait ses responsabilités aussi bien dans le domaine spatial qu'en aéronautique.